# ماسيبوليل ماكيبولا
ماسيبوليل ماكيبولا (بالإنجليزية: Masibulele Makepula) (مواليد 3 مارس 1973) هو ملاكم جنوب أفريقي، مثّل بلاده في الألعاب الأولمبية الصيفية 1996.

## روابط خارجية
ماسيبوليل ماكيبولا على موقع بوكس ريك (الإنجليزية) (registration required)
- ماسيبوليل ماكيبولا على موقع أوليمبيديا (الإنجليزية)
- ماسيبوليل ماكيبولا على موقع اتحاد ألعاب الكومنولث (مؤرشف) (الإنجليزية)